# Aloysius Pendergast
Aloysius Xingu Leng Pendergast est un personnage de fiction qui apparaît dans les romans de Douglas Preston et Lincoln Child. Il est d'abord un personnage secondaire dans leur premier roman, Relic, en 1995, et dans sa suite, Le Grenier des enfers, avant de devenir le principal protagoniste dans La Chambre des curiosités et les autres romans du cycle Pendergast.
Pendergast est agent spécial au Bureau Fédéral d'Investigation américain (FBI). Pour ses lecteurs, c'est sa personnalité unique, sa culture du discernement, et sa compétence presque surnaturelle, qui en font les principaux attraits. Il est enjôleur, courtois et extrêmement habile. Il travaille en principe à la direction du FBI à La Nouvelle-Orléans, mais il voyage fréquemment sur les lieux d'enquête des cas qui l'intéressent, et qui sont toujours des affaires de tueurs en série.

## Caractéristiques du personnage
Pendergast est vraisemblablement né vers 1960.
Il est grand, mince, à la peau très pâle et aux yeux gris-bleu limpides. Il est blond presque blanc. Il a de longs doigts qu'il entretient par une manucure discrète. Il se comporte de manière très élégante, même si son léger accent du sud surprend les personnes qu'il rencontre. Il s'habille quel que soit le lieu ou la saison d'un costume noir taillé sur-mesure en Italie, et ses chaussures sont faites à la main chez John Lobb à Londres. Certains font parfois allusion à son apparence de croque-mort. 
Il se déplace toujours très discrètement, silencieux et gracieux. Pendergast est propriétaire d'une Rolls-Royce Silver Wraith de 1959. Son chauffeur et assistant personnel, Proctor, est un homme mystérieux. 
Il possède un appartement au Dakota Building à New York, et a hérité de son arrière-grand-oncle d'un manoir rénové de style Beaux-Arts près de Harlem (La chambre des curiosités). Son appartement du Dakota possède un jardin intérieur zen dans lequel il aime méditer avant de nouvelles épreuves.
Bien que d'esprit scientifique, il porte au cou une sorte de talisman, qui représente sa propre version du blason familial : un œil sans paupière au-dessus de deux lunes, une nouvelle et une pleine, ainsi qu'un phœnix (à la place d'un lion sur le blason officiel).
Pendergast cache sur lui une grande variété d'outils, tels que passepartouts, lampes de poche de différentes tailles, tubes à essai, seringues, et produits chimiques d'analyse médico-légale. Il utilise comme arme de poing un pistolet Les Baer (en) M1911 calibre 45.
Ses centres d'intérêts sont complexes : il apprécie particulièrement la gastronomie italienne et les bons vins. Sa boisson préférée est le thé vert, lorsqu'il est préparé à sa façon. Il est un grand consommateur de steak tartare et se passionne pour les bonsaïs. Il aime la musique classique et déteste l'opéra. Il parle couramment le latin, le français, le mandarin et le cantonais, ainsi que l'italien.

## Formation
Pendergast est diplômé d'une Maîtrise d'anthropologie de l'Université Harvard summa cum laude (avec mention très bien) en 1982, et d'un Doctorat de littérature antique et de philosophie avec félicitations à l'Université d'Oxford. Il aurait servi dans les Special Forces lors d'opérations secrètes, mais cela n'est pas confirmé.

## Relations et amis
- Le Lieutenant Vincent D'Agosta, du NYPD : associé et sans doute meilleur ami de Pendergast. Il est handicapé par une surcharge pondérale, et il méprise les superstitions. D'Agosta est un homme d'action, vouant à Pendergast une loyauté sans faille. Vincent n'hésite jamais à mettre en péril sa carrière ou même sa vie pour suivre l'inspecteur. Ensemble, ils travaillent sur de nombreuses affaires.
- Constance Greene : pupille d'Aloysius Pendergast, après avoir été la protégée d'Antoine Leng Pendergast. Aussi belle que dangereuse, Constance possède des origines obscures et mystérieuses. Née en 1973, Constance devient orpheline à l'âge de cinq ans et est élevée par sa sœur Marie Greene, qui est contrainte de se prostituer pour subvenir à ses besoins. Cependant, Marie est tuée par le docteur Leng lors de ses sinistres expériences scientifiques. Dans un élan d'humanité, Leng s'attachera à Constance et décidera de la recueillir. Il partagera ainsi avec elle son sérum de vie éternelle et tout son savoir. Au décès de d'Antoine Leng  Pendergast, la grande chambre des curiosités ainsi que Constance entreront sous la protection d'Aloysius Pendergast. Par la suite, Constance se laissera séduire par Diogène Pendergast, mais confrontée à sa cruauté, elle lui vouera par la suite une haine meurtrière. De cette terrible liaison naîtra un fils (résidant actuellement en Inde). Constance et Aloysius semblent très dévoués l'un à l'autre et partagent une complicité rare  oscillant entre une relation protectrice et une attirance plus dangereuse.
- Proctor : majordome et chauffeur mystérieux de Pendergast et garde du corps de Constance.
- Wren : restaurateur de livres à la New York Public Library. Il apporte souvent son aide à Pendergast contre quelques "trésors".
- Mime: invalide d'ascendance inconnue, victime de la thalidomide. Spécialisé dans la recherche d'informations obscures via internet et l'informatique.
- Nora Kelly : chercheuse au Museum d'Histoire Naturelle ; elle apparaît pour la première fois dans Les Sortilèges de la cité perdue (1998).
- William "Bill" Smithback, Jr : journaliste au New York Times (auparavant au National Geographic). Marié à Nora Kelly, Smithback est un personnage amusant, curieux et indiscret mais il n'en demeure pas moins un homme juste et courageux et surtout un fidèle allié de Pendergast. Il décède au début de Valse Macabre. Il a un frère jumeau, Roger Smithback, grand reporter attaché à la rédaction du Miami Herald.
- Laura Hayward : Capitaine du NYPD, elle apporte parfois son aide. Mariée à D'Agosta, elle ne partage pas avec lui cette fidélité envers Pendergast. Elle lui reproche souvent d'exposer D'Agosta au danger, elle reconnaît cependant ses talents d'enquêteur.
- Margo Green : conservateur au Musée d'Histoire Naturelle, décrite comme une étudiante introvertie.
- Viola Maskelene : égyptologue, dont le charme ne laisse pas Pendergast indifférent. Ce dernier mettra cependant fin à leur liaison à la suite des tragiques événements de la « trilogie Helen ».
- Les moines du monastère de Gsalrig Chongg.
- Eli Glinn : président de la société Effective Engineering Solutions, profiler, et seule personne autorisée à parler à Pendergast de son enfance et de son frère. Il apparaît également dans Ice limit.
- Corrie Swanson : adolescente rebelle de 18 ans née à Medicine Creek (Kansas). Elle assiste Pendergast dans Les Croassements de la nuit. Inscrite à la Phillips Exeter Academy (New Hampshire), et désormais au John Jay College of Criminal Justice (New York).

## La famille Pendergast
Officiellement la fortune des Pendergast provient de l'industrie pharmaceutique, et la famille est suffisamment établie et reconnue à La Nouvelle-Orléans pour s'y conduire en aristocratie. Cependant, il semblerait que cette fortune ait été bâtie grâce au succès d'un élixir de charlatan (l'Huile de serpent), qui aurait causé des préjudices graves et même tué certains clients.
Pendergast confie également, honteux, qu'une propension à la folie accable sa famille depuis des générations, de sorte que beaucoup d'entre eux ont commis des crimes horribles, et ont fini leur vie dans des asiles psychiatriques :
- Diogène Dagrepont Bernoulli Pendergast, frère cadet de Pendergast (né vers 1962) : aussi intelligent que Pendergast si ce n'est plus, mais un fou criminel. Bien qu'il fût un enfant surdoué, Diogène a été traumatisé par un accident dans son enfance, ce qui a entrainé des lésions cérébrales et une hétérochromie (heterochromia iridis). Diogène apparait brièvement dans Le Violon du diable, mais c'est dans Danse de mort qu'il devient le principal antagoniste, commettant une série de meurtres macabres dont il accuse Aloysius, ainsi qu'un vol audacieux au Musée d'Histoire Naturelle, avant de continuer par une série d'horribles meurtres en série dans des circonstances proches de celles de l'accident de sa jeunesse. Dans le "livre des trépassés", il parvient à séduire habilement Constance Greene, pupille et amie fidèle de son frère, avant de la délaisser et de lui dévoiler ses véritables intentions, espérant ainsi la pousser au suicide. Mais cela s'avéra être une erreur fatale car la jeune femme le poursuivit dans toute l'Europe avant de le confronter une dernière fois et de le précipiter au dessus d'un volcan italien. Ensemble, Constance et lui eurent un fils qu'elle abandonna au Tibet, après que l'enfant eut été reconnu comme une réincarnation divine de Bouddha. Cependant, Diogène reste très présent dans l'imaginaire d'Aloysius et lui apporte souvent son aide mentalement. De leur vivant, les deux frères entretenaient une relation ambiguë. À plusieurs reprises ils n'arrivèrent pas à se tuer mutuellement malgré leur haine et leur rancœur mutuelles. L'obsession de Diogène envers son frère fut comparée à plusieurs reprises à une "passion amoureuse".

- Cornelia Delamere Pendergast : arrière-grand-tante de Pendergast, elle a empoisonné son mari, son frère et ses enfants. Elle est pensionnaire au Mount Mercy Hospital, un asile pour fous criminels. Malgré sa folie complète, Pendergast la considère toujours comme une sage, et lui demande conseil en cas de dilemme. Lors des évènements de Fièvre mutante, Cornelia décède en laissant à Pendergast une lettre au contenu inconnu.
- Antoine Leng Pendergast (ou Enoch Leng) : arrière-grand-oncle de Pendergast. Il s'est exilé à New York après avoir été banni de la famille. Taxonomiste et chimiste ainsi que membre de la New York Academy of Sciences à la fin du XIXe siècle. Présenté comme un tueur en série dans La Chambre des curiosités, il assassine pour mettre au point une substance qui rendrait sa vie éternelle. Il y serait même parvenu puisqu'on le retrouve à New York de nos jours, jusqu'à ce qu'il soit tué dans sa maison de Riverside Drive. Il est le précèdent tuteur de Constance.
- Hezekiah Pendergast : arrière-arrière-grand-père de Pendergast et père d'Antoine. Il était représentant de commerce et a contribué fortement à la fortune familiale en vendant un sirop connu sous le nom dÉlixir Composé et Fortifiant Glandulaire d'Hezekiah. Ce remontant était en fait composé d'un mélange létal de cocaïne, d'acétanilide, et de plantes à alcaloïdes. Il fut la cause d'innombrables addictions et de morts, parmi lesquelles celles de sa femme et de la mère d'Antoine, Constance Leng Pendergast.
- Boethius Pendergast : arrière-grand-père d'Aloysius. Il vivait à La Nouvelle-Orléans dans la plantation familiale, la penumbra. Il était ami avec le peintre-naturaliste français Jean-Jacques Audubon.
- Henri Pendergast de Mousqueton : un charlatan du XVIIe siècle, arracheur de dents, magicien et comédien, et médecin improvisé.
- Eduard Pendergast : un médecin très connu de la Harley Street à Londres au XVIIIe siècle.
- Comstock Pendergast : un autre arrière-grand-oncle de Pendergast, célèbre magnétiseur, magicien et mentor de Harry Houdini. Il a fini par assassiner son associé en affaires et sa famille, il s'est ensuite suicidé en se tranchant la gorge à deux reprises.
- Linnaeus Pendergast : Père de Pendergast, mort dans un incendie.
- Isabella Pendergast : Mère de Pendergast, morte dans le même incendie.
- Helen Pendergast : épouse décédée de Pendergast, chasseuse expérimentée qui fut tuée lors d'un accident en Zambie. La femme de Pendergast, née Esterhazy, est brièvement mentionnée dans plusieurs des romans de Preston et Child ; son personnage apparaît finalement dans Fièvre Mutante, puis dans Vengeance à froid, avant de disparaître définitivement dans Descente en enfer.
- Tristram Pendergast : fils de Pendergast et d'Hélène, il apparaît pour la première fois dans Descente en enfer. Utilisé comme banque d'organe pour son frère jumeau par une organisation nazie qui l'appelle Numéro 47, il finit par s'échapper afin de rejoindre son père, qui lui donne son prénom.
- Alban Pendergast : frère jumeau du précédent, il est entraîné par les nazis pour devenir un être supérieur, une vraie machine à tuer. Pendergast le laisse fuir à la fin de Descente en enfer. Dans "labyrinthe fatal", Alban trouve la mort en tentant de se repentir de ses crimes passés.

## Le cycle Pendergast
L'agent spécial Pendergast apparaît dans plusieurs romans indépendants, en plus de son rôle dans la trilogie qui lui est consacrée. Mais des lieux, des évènements ou des personnages de ces romans font souvent référence à la trilogie. Tous ces livres ont été écrits conjointement par Preston et Child.
- Superstition ou Relic[5] (Relic, 1995) : première apparition de Pendergast. Il enquête sur une série de meurtres étranges et de rumeurs au sujet d'une bête tueuse au sein du Museum d'Histoire Naturelle de New York. Avec l'archéologue Margo Green, le journaliste Bill Smithback et Vincent D'Agosta.
- Le Grenier des enfers (Reliquary, 1997) : la suite directe de Superstition. Pendergast revient à New York lorsque se produit une série de meurtres ressemblant à ceux de la bête du Museum. Il fait à nouveau équipe avec Margo Green, le Dr. Frock, Smithback, et D'Agosta. Le personnage de Laura Hayward apparaît pour la première fois.
- La Chambre des curiosités (The Cabinet of Curiosities, 2002) : Pendergast est attiré par la découverte d'un charnier dans les fondations d'une maison du XIXe siècle à New York. Il se retrouve confronté à une nouvelle série de meurtres de même nature. Il est rejoint par William Smithback et Nora Kelly.
- Les Croassements de la nuit (Still Life with Crows, 2003) : Pendergast, en vacances à Medicine Creek dans le Kansas rural, se trouve confronté à une série de meurtres brutaux et rituéliques. Il fait équipe avec Corrie Swanson, une adolescente rebelle.
- Trilogie Diogène (2004 à 2006) : voir ci-dessous.
- Croisière maudite (The Wheel of Darkness, 2007) : Pendergast invite Constance, sa pupille, à un rapide tour du monde. Dans un monastère tibétain, où Pendergast suit une formation en arts martiaux et des études spirituelles, ils apprennent qu'un rare et dangereux artefact, dont les moines avaient la garde depuis des générations, vient de disparaître mystérieusement. Cette enquête va les conduire au voyage inaugural du luxueux et géant paquebot Britannia pour une traversée de l'Atlantique dans la terreur.
- Valse macabre (Cemetery Dance, 2009) : Pendergast retourne à New York, où deux de ses amis viennent d'être attaqués par un homme supposé mort. L'enquête de Pendergast et D'Agosta va les conduire vers un lieu de Manhattan qu'ils n'auraient jamais cru possible : un temple secret d'Obeah, un culte antillais de magie et de sorcellerie.
- Trilogie Helen (2011 à 2012) : voir ci-dessous.
- Tempête blanche (White Fire, 2013) : Pendergast retrouve Corrie Swanson dans une station de ski du Colorado, aux prises avec les notables de la ville. Son enquête le conduit à la recherche d'une nouvelle inédite de Conan Doyle qui lui permettrait de comprendre une longue série de meurtres.
- Labyrinthe fatal (Blue Labyrinth, 2014) : Pendergast passe la soirée dans sa résidence du 891 Riverside Drive à Manhattan, lorsqu'il est dérangé par un visiteur tardif. Personne sur le pas de la porte à première vue, si ce n'est Alban, l'un des fils de l'inspecteur, gisant sans vie. Pendergast va rapidement découvrir que cette mise en scène va bien au-delà d'un simple meurtre, c'est une vendetta personnelle contre lui. Cette enquête l’emmènera au bout du monde, et l'obligera une fois encore à se plonger dans le passé criminel de ses ancêtres, pour trouver des réponses.
- Mortel Sabbat (Crimson Shore, 2015) : Percival Lake demande à Pendergast de l'aider à retrouver sa collection de vins précieux, volée quelques jours plus tôt. C'est donc accompagné de Constance qu'Aloysius Pendergast se rend dans la petite ville d'Exmouth, à proximité de Salem. Mais lorsque l'inspecteur retrouve dans la cave de M. Lake des ossements humains datant de 150 ans, cette simple affaire de cambriolage prend alors une tournure infiniment plus dangereuse, mêlant naufrageurs et sorciers. Pendergast ne manquera pas de mettre à nu les secrets de la petite bourgade, malgré sa relation plus que jamais dangereuse et ambiguë avec Constance et le retour d'un vieil ennemi.
- Noir Sanctuaire (The Obsidian Chamber, 2016) Diogène est vivant ! Et il compte bien récupérer ce qu'il a perdu... De son côté Constance est toujours bouleversée par la perte de son tuteur, Aloysius Pendergast, et envisage de se retirer du monde dans les souterrains de Riverside Drive. Cependant en cédant aux avances du terrible Diogène, tous deux se lancent alors dans un jeu de séduction, de vengeances et de mystères. Mais qui mène réellement la danse et lequel des deux se montrera le plus fou ? Aloysius parviendra-t-il à sauver la femme qu'il aime ?
- Nuit sans fin (City of Endless Night, 2017) La  ville de New-York, désormais rebaptisée « la  Cité des ténèbres » par la presse, vit dans la peur depuis plusieurs semaines. Un psychopathe décapite ses victimes et garde leurs têtes en trophée, tel un collectionneur morbide. L'agent spécial Aloysius Pendergast du FBI, épaulé par le lieutenant de police Vincent d'Agosta, est chargé de l'affaire. L'inspecteur compte bien faire la lumière sur les motivations du tueur et découvrir le lien qui unit les victimes, afin de mettre fin à ce massacre au plus vite.
- Offrande funèbre (Verses for the Dead, 2018) À la suite de la mort de son mentor et protecteur, au sein du FBI, l'agent spécial Aloysius Pendergast se voit contraint d'accepter une nouvelle enquête, avec en prime un coéquipier, et ce pour la première fois de sa carrière. Un tueur nommé « Cœur brisé » sévit à Miami : il tranche les gorges de ces victimes et leur prélève le cœur avant de le déposer comme « offrande » sur la tombe de plusieurs défuntes, accompagné d'une lettre de repentir. Il ne semble y avoir aucun lien entre les victimes ni entre les femmes décédées onze ans plus tôt mais l'inspecteur compte bien résoudre ce mystère afin de mettre fin à ce massacre.
- Rivière maudite (Crooked River, 2020) La découverte macabre de pieds mutilés, s'échouant sur l'île de Sanibel depuis plusieurs jours, oblige l'inspecteur Pendergast à écourter ses vacances. Pour mener cette enquête, il sera épaulé de son partenaire, le jeune Coldmoon, et d'une océanographe. Ce trio improbable devra remonter à la source de ces mutilations, en évitant de tomber à leur tour dans un dédale obscur dont la découverte pourrait leur être fatale.
- La cité hantée (Bloddless, 2022) Après la découverte de cadavres vidés de leur sang, l'inspecteur Aloysius Pendergast du FBI enquête sur celui que les habitants surnomment le vampire de Savannah, en souvenir d'une veille légende. Accompagné de sa pupille Constance et de l'agent Coldmoon, il se rend en Géorgie et suit la piste de D.B. Cooper, disparu depuis cinquante ans après avoir récupéré une rançon de 200.000 dollars.
- Le cabinet du Dr Leng (The cabinet of Dr Leng, 2023) L’inspecteur Pendergast est désemparé. Sa pupille Constance Greene est parvenue à retourner dans le New York des années 1880 pour sauver sa soeur avant qu’elle serve de cobaye au sinistre Dr Leng, l’ancêtre de Pendergast devenu son pire ennemi. Mais la machine qui a permis à Constance de remonter le cours du temps est hors d’usage. Comment Pendergast peut-il dès lors l’aider à déjouer les plans du premier tueur en série ayant sevi à Manhattan ? Constance est en danger de mort !

### Trilogie Diogène
1. Le Violon du diable (Brimstone, 2004) : Pendergast et D'Agosta font équipe encore une fois après une série de meurtres violents d'origine apparemment surnaturelle. Cette enquête les conduit de la haute société new-yorkaise à l'Italie de la vieille Europe, au cœur d'un terrible complot séculaire. Vincent D'Agosta, Laura Hayward, et le pire ennemi de Smithback, le journaliste Bryce Harriman (souvent mentionné dans les livres précédents), sont sur l'affaire. C'est dans ce livre que le lecteur va découvrir Diogène, le frère diabolique de Pendergast.
2. Danse de mort (Dance of Death, 2005) : Pendergast doit à nouveau affronter Diogène, pour l'empêcher de réaliser un crime parfait. Tous les personnages habituels de la suite Pendergast (et certains d'autres romans de Preston et Child) sont en danger, et ensemble ils vont devoir mener une véritable course pour empêcher une catastrophe inéluctable.
3. Le Livre des trépassés (The Book of the Dead, 2006) : le dernier livre de la trilogie Diogène est une suite immédiate de Danse de mort. La plupart des actions se déroulent autour de l'ouverture du tombeau maudit de Senef au Museum d'Histoire Naturelle de New York. Les poursuivants y deviennent les poursuivis.

### Trilogie Helen
1. Fièvre mutante (Fever Dream, 2010) : Pendergast découvre que sa femme Helen, tuée lors d'une partie de chasse en Tanzanie par un lion étonnamment gigantesque et féroce, avait alors un fusil délibérément chargé à blanc. Il apprend qu'elle se passionnait pour le peintre-naturaliste Jean-Jacques Audubon, en particulier une de ses toiles surnommée « le cadre noir ». Il se rend là-bas avec le lieutenant D'Agosta, pour enquêter et tenter de découvrir qui était vraiment sa femme.
2. Vengeance à froid (Cold Vengeance, 2011) : Lors d'une partie de chasse avec son beau-frère Judson Esterhazy, Pendergast est laissé pour mort.
3. Descente en enfer (Two Graves, 2012) : Après la disparition de sa femme, Pendergast se coupe du monde. Une enquête particulière va le faire sortir de sa léthargie car le mode opératoire de l'assassin lui rappelle étrangement celui de son frère, Diogène, qu'il croyait pourtant mort.